# Mark Browne
Mark Browne (* 11. November 1995 in Port Elizabeth) ist ein vincentischer Fußballspieler auf der Position eines Stürmers. Er ist aktuell für Bequia United FC und die Vincentische Fußballnationalmannschaft aktiv.

## Karriere

### Verein
Seine bisherige Vereinskarriere verbrachte Browne größtenteils in seiner vincentischen Heimat, jedoch geben die Quellen zu seiner Karriere vor 2014 keine Auskunft. 2014 stand er im Kader von Bequia United in der erstklassigen Premier League auf St. Vincent und die Grenadinen. Er blieb bis 2017 bei seinen Heimatverein ohne jedoch einen Titel gewinnen zu können. Nach einer kurzen aber erfolglosen Station im Kader des Grenades FC in der erstklassigen Premier League auf Antigua und Barbuda in den Jahren 2017 bis 2018, kehrte er am Ende der Saison in seine Heimat zurück. Hier schloss er sich erneut seinen Heimatverein Bequia United an, für den Browne auch aktuell aktiv ist.

### Nationalmannschaft
Browne gehörte neben Nazir McBurnette, Roy Richards und Torjäger Myron Samuel zum Kader der Vincentische Fußballnationalmannschaft in den Qualifikationsspielen zur Karibikmeisterschaft 2017. Hier debütierte er am 4. Juni 2016 gegen die Auswahl von Surinam. Zudem war er Teilnehmer an der CONCACAF Nations League, wo er insgesamt 5 Spiele bestritt u. a. gegen die Mannschaften aus Nicaragua (1:1) und Suriname (0:1). Sein bisher letzter Einsatz im Trikot der Nationalmannschaft absolvierte er am 18. November 2019 gegen die Auswahl des Inselstaates Dominica (1:0).